# دکلان اوبرایان
دکلان اوبرایان (انگلیسی: Declan O'Brien؛ زادهٔ ۱۹۶۲ - درگذشتهٔ ١۶ فوریهٔ ٢٠٢٢) کارگردان، فیلم‌نامه‌نویس اهل ایالات متحده آمریکا بود.
از آثار او می‌توان به نویسندگی تفنگدار دریایی ۳ و کارگردانی پیچ اشتباه ۳: تنها در برابر مرگ اشاره کرد.